# Blauwe vaas met bloemen
De Blauwe vaas met bloemen is een aquarelstilleven uit 1912 gemaakt door Adolf Hitler. Het schilderij is een van de weinige voorbeelden van Hitlers bloemschilderkunst, als schilder zocht hij het eerder in architectonische thema's en in landschappen. Het schilderij beeldt een blauwe vaas af met daarin wat rode bloemen.
Het schilderij stamt uit zijn Weense periode. Achter op het schilderij zit een stempel van de kunsthandelaar die vanaf 1911 werken van Hitler verkocht, de joodse kunsthandelaar Samuel Morgenstern. Morgenstern raakte na de Anschluss zijn winkel kwijt aan de nazi's, en stierf na deportatie in 1943 in het getto van Łódź.
Het werk werd in 2015 te koop aangeboden bij een Amerikaans veilinghuis, alwaar de minimale biedprijs 30.000 dollar bedroeg.